# Hepten
Hepten betecknar kolväten med summaformeln C7H14 som innehåller en dubbelbindning och är alltså är alkener. Enligt IUPAC-nomenklatur betecknar hepten ett kolväte med ogrenad kolkedja, det vill säga 7 kolatomer på raken.